# Ácido isociánico
Él ácido isociánico es un compuesto inorgánico con la fórmula HNCO, descubierto en 1830 por Liebig y Wöhler. Esta sustancia incolora es volátil y venenosa, con un punto de ebullición de 23.5 °C. El ácido isociánico es el compuesto químico más sencillo formado por hidrógeno, nitrógeno carbono y oxígeno, los cuatro elementos más encontrados en la química orgánica y la biología.

## Preparación y reacciones
El ácido isociánico puede ser sintetizado al añadir protones al anión isocianato, en sales como cianato de potasio con el cloruro de hidrógeno o el ácido oxálico., por ejemplo:
H+  +  NCO-  →  HNCO
El ácido isociánico también puede ser sintetizado en la descomposición a altas temperaturas del ácido cianúrico, un trímero.
El ácido isociánico hidroliza a dióxido de carbono y amoníaco:
HNCO +  H2O   →   CO2  +   NH3
En concentraciones altas, el ácido isociánico oligomeriza para dar ácido cianúrico y ciamelida, un polímero. Estas especies químicas son normalmente fáciles de separar de los productos de la reacción. Las disoluciones diluidas del ácido isociánico son estables en disolventes inertes, por ejemplo éter.
El ácido isociánico reacciona con grupos amino para dar ureas:
HNCO  +  RNH2   →  RNHC(O)NH2

## Isómeros
La fotólisis de sólidos a baja temperatura de HNCO suele dar lugar a H-O-C≡N, conocido como ácido ciánico o cianato de hidrógeno; es un tautómero. del ácido isociánico. El ácido ciánico en estado puro no ha sido aislado y el ácido isociánico es la forma predomninante en todos los disolventes. Nótese que a veces cuando se cita el ácido ciánico se está refiriendo al ácido isociánico.
Los ácidos ciánico e isociánico son isómeros del ácido fulmínico (H-C=N-O), un compuesto inestable.

## Más información
- Handbook of Chemistry and Physics, 65th. Edition, CRC Press (1984)